# Contenedorización

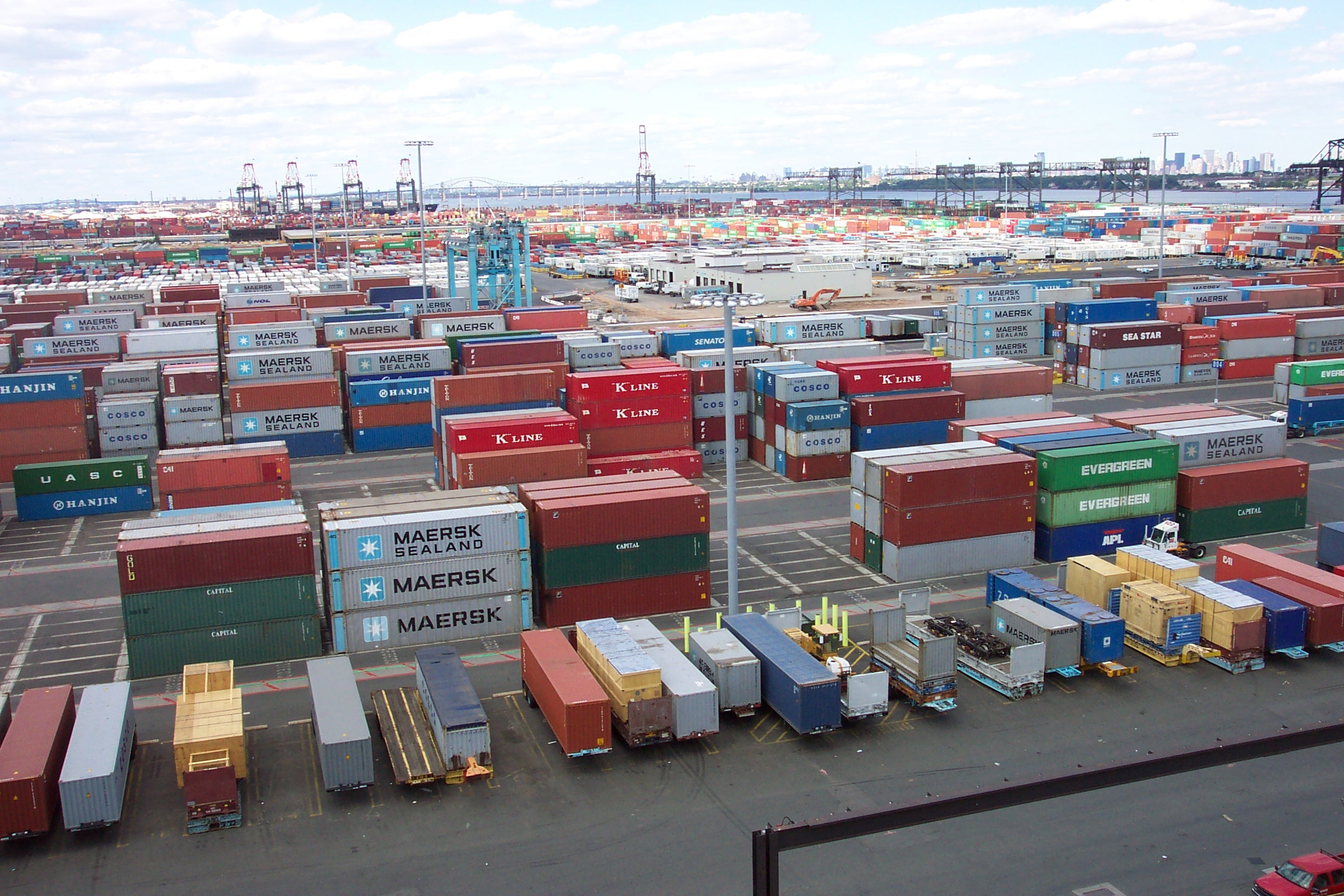
Contenedor de cargas en la terminal marina de Port Newark-Elizabeth en Nueva Jersey, EE. UU.

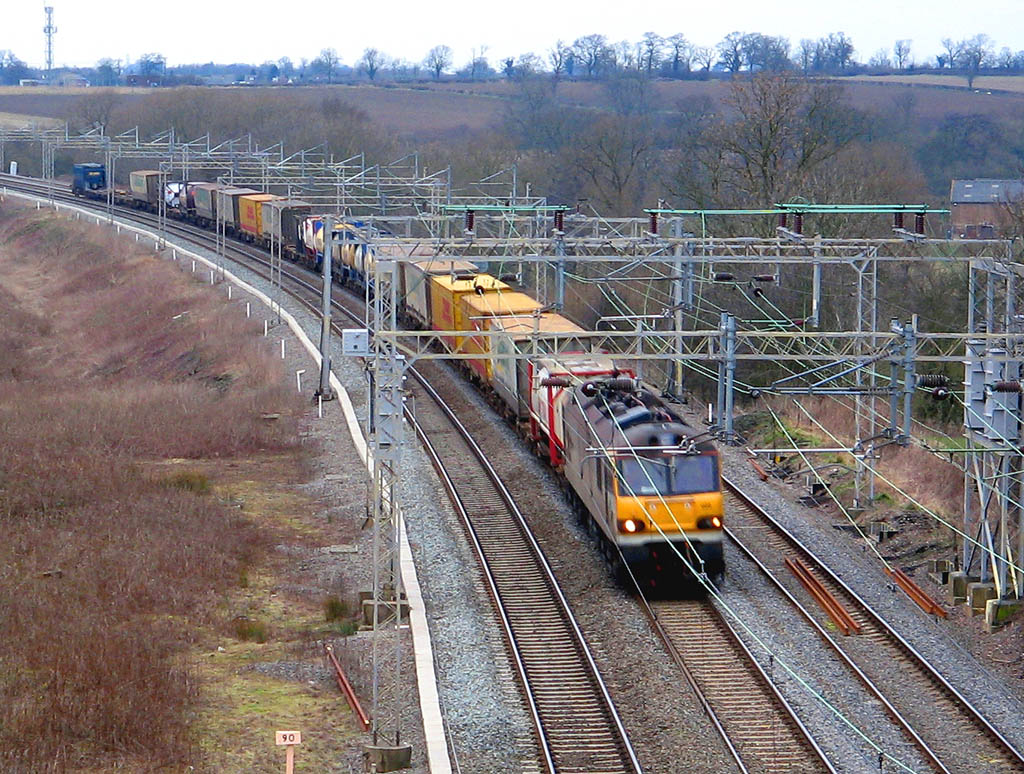
Tren de mercancías con contenedores en la West Coast Main Line cerca de Nuneaton, Inglaterra

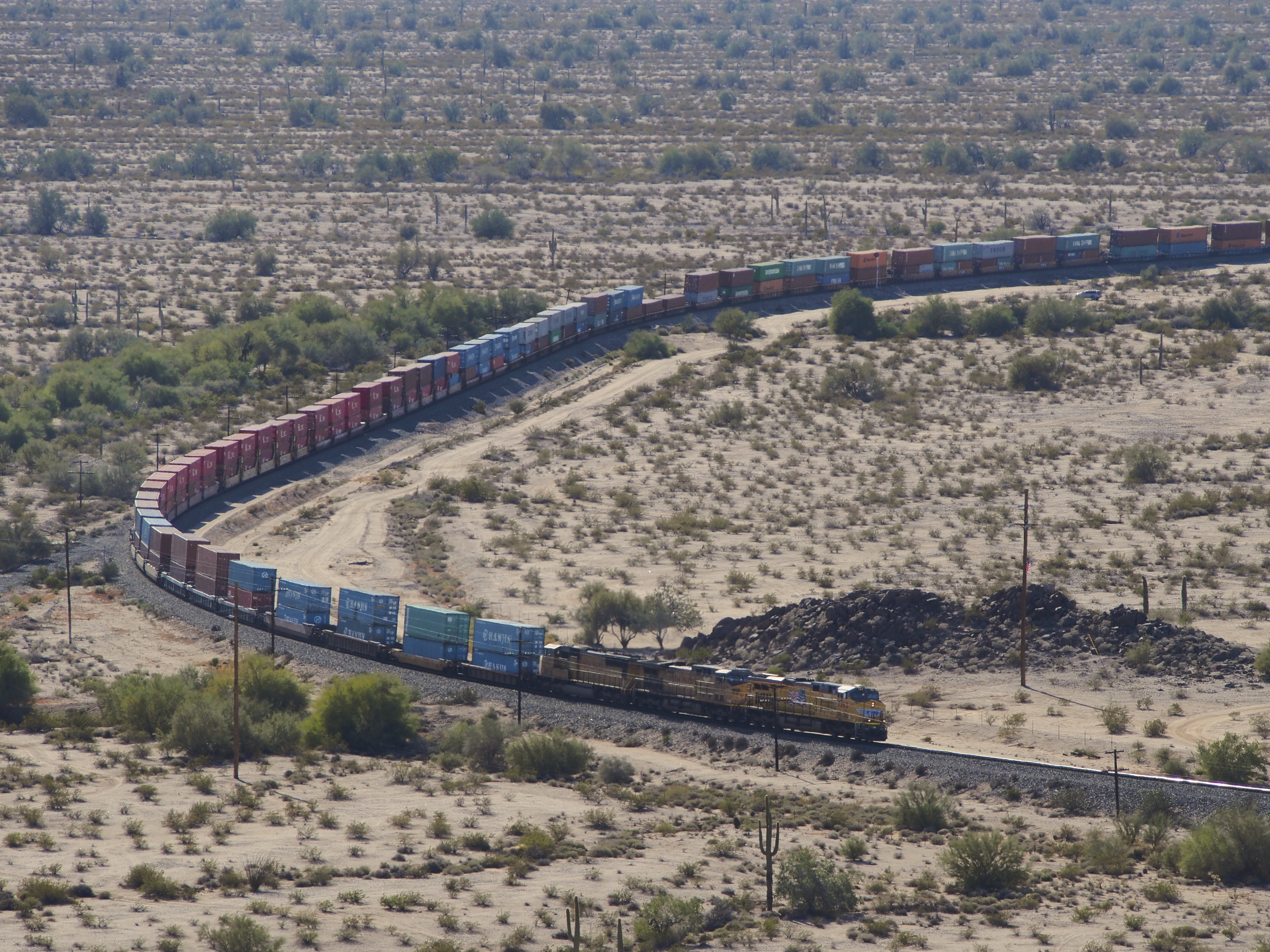
Tren de contenedores de doble pila de Union Pacific cruzando el desierto en Shawmut, Arizona

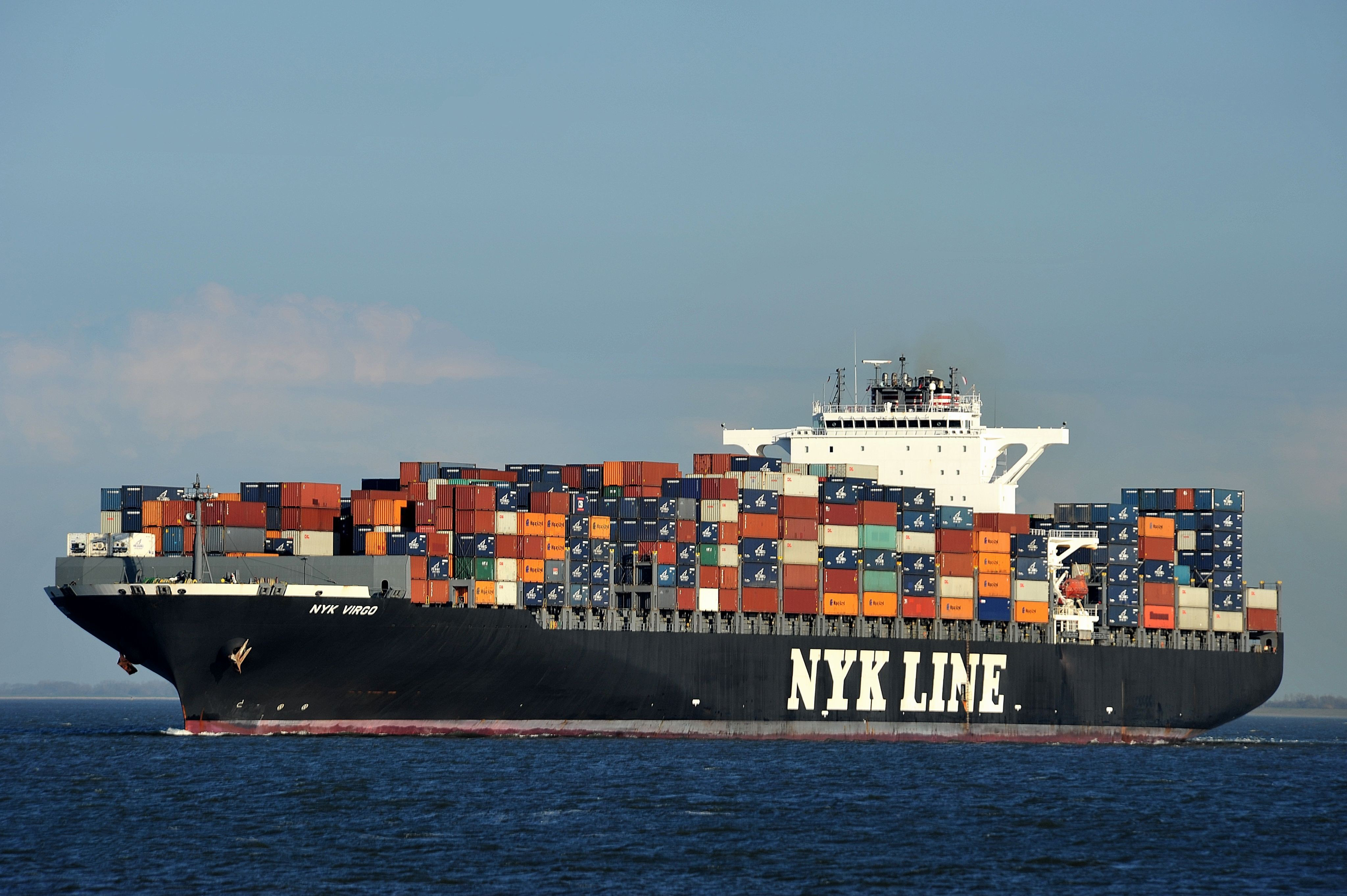
Un buque portacontenedores cerca de Cuxhaven, Alemania

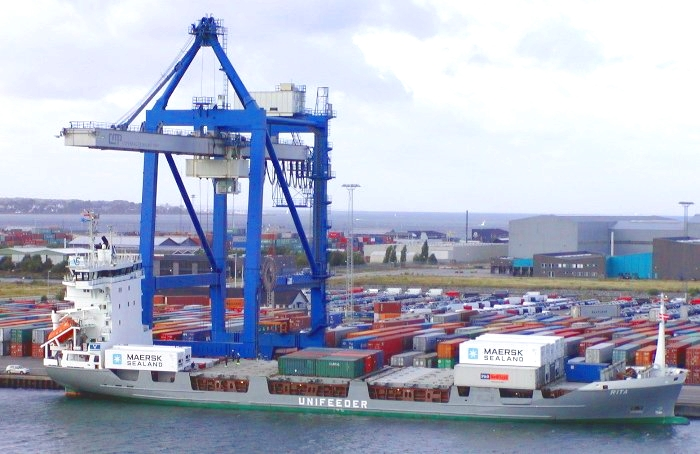
Un portacontenedores siendo cargado por una grúa portainer en el puerto de Copenhague, Dinamarca.

La contenedorización es un sistema de transporte intermodal de mercancías que utiliza contenedores intermodales (también llamados contenedores de envío o contenedores ISO). La contenedorización, también conocida como carga en contenedor o llenado de contenedor, es el proceso de unitización de cargas en exportaciones. Este es el método predominante frente a otros sistemas como el transporte en barcazas o la paletización. Los contenedores tienen dimensiones normalizadas, lo que permite cargarlos, descargarlos, apilarlos, transportarlos eficientemente a largas distancias y transferirlos entre diferentes modos de transporte—buque portacontenedores, vagón plano de transporte ferroviario y camión semirremolque—sin necesidad de abrirlos. El manejo está mecanizado, con grúas y montacargas especializados. Todos los contenedores están numerados y se rastrean mediante sistemas informatizados.
La contenedorización tiene orígenes que datan de varios siglos, pero no se desarrolló ni aplicó ampliamente hasta después de la Segunda Guerra Mundial. Este sistema redujo drásticamente los costos de transporte, impulsó el auge del comercio internacional en la posguerra y fue un elemento clave en la globalización. La contenedorización eliminó la necesidad de clasificación manual de la mayoría de los envíos y de almacenes en los muelles, desplazando a miles de trabajadores portuarios que antes manipulaban la carga general. Además, redujo la congestión en los puertos, acortó significativamente los tiempos de envío y disminuyó las pérdidas por daños y robos.
Los contenedores pueden fabricarse con diversos materiales como acero, polímero reforzado con fibra, aluminio o una combinación de estos. Aquellos hechos de acero intemperizado se utilizan para minimizar las necesidades de mantenimiento.

## Origen

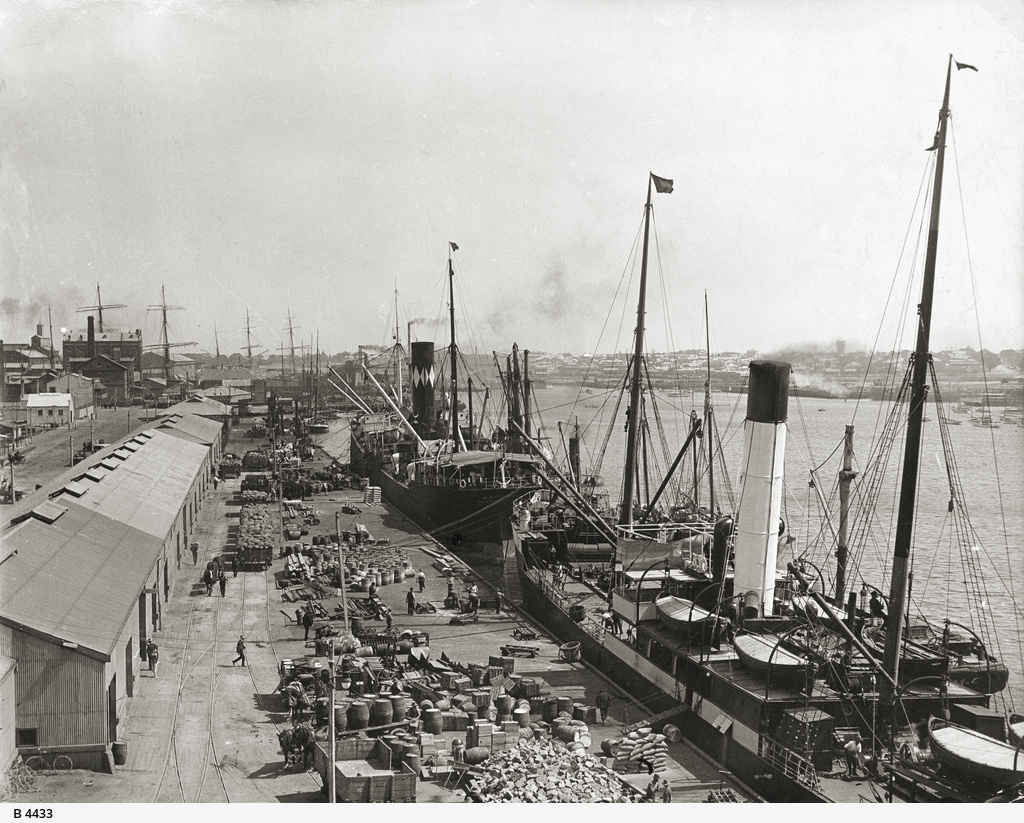
Cargando carga general a granel en barcos manualmente

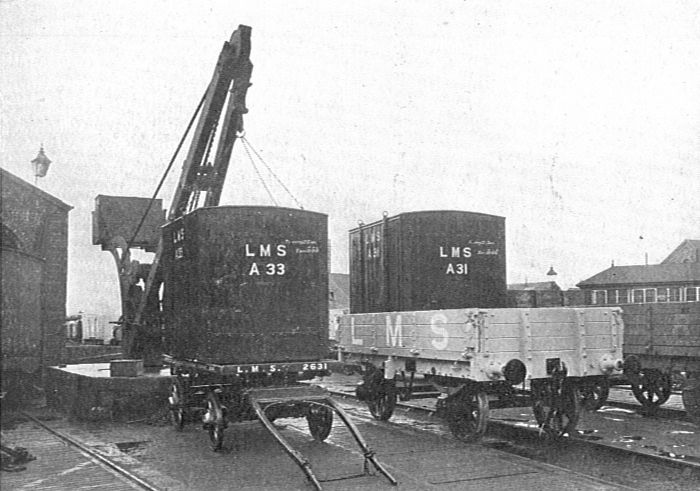
Transbordo de contenedores en el London, Midland and Scottish Railway en 1928

Antes de la contenedorización, las mercancías se manejaban manualmente como carga general. Generalmente, los productos se cargaban en un vehículo desde la fábrica y se llevaban a un almacén portuario, donde se descargaban y almacenaban a la espera del siguiente buque. Este proceso, con múltiples manipulaciones y demoras, hacía que el transporte fuera costoso, lento y poco confiable.
El origen de la contenedorización se remonta a las primeras regiones mineras de carbón en Inglaterra a finales del siglo XVIII. En 1766, James Brindley diseñó el barco "Starvationer" con diez contenedores de madera para transportar carbón desde Worsley Delph hasta Mánchester a través del Canal de Bridgewater. En 1795, Benjamin Outram inauguró el Little Eaton Gangway, en el que se transportaba carbón en vagones que tenían forma de contenedores.
En la década de 1830, los ferrocarriles ya transportaban contenedores que podían transferirse a otros modos de transporte. El Liverpool and Manchester Railway en el Reino Unido fue uno de los primeros en utilizar cajas rectangulares de madera para transportar carbón desde las minas de Lancashire hasta Liverpool, donde una grúa las transfería a carros tirados por caballos. A principios del siglo XX, se adoptaron cajas contenedoras cerradas diseñadas para el transporte entre carreteras y ferrocarriles.

## SigloXX
El 17 de mayo de 1917, Benjamin Franklin Fitch lanzó el uso comercial de "carrocerías desmontables" en Cincinnati, Ohio, que diseñó como contenedores transferibles. En 1919, su sistema se amplió a más de 200 contenedores que atendían 21 estaciones ferroviarias con 14 camiones de carga. En la misma época, se desarrollaron sistemas similares en Europa, que eventualmente llevaron a la estandarización internacional de contenedores en las décadas de 1930 y 1950.